# 霍恩洛厄-朗根堡的戈特弗里德
霍恩洛厄-朗根堡的戈特弗里德（德語：Gottfried zu Hohenlohe-Langenburg，1897年3月24日—1960年5月11日），末代親王恩斯特二世的獨子，母親是英國維多利亞女王的孫女亞歷山德拉。

## 家庭
1931年，戈特佛萊德與希臘的瑪格麗塔公主結婚，兩人共有4子1女：
1. 克拉夫特（1935年—2004年）
2. 碧翠克絲（1936年—1997年）
3. 格奧爾格（1938年出生）
4. 魯普雷希特（1944年—1978年）
5. 阿爾布雷希特（1944年—1992年）